# 1692
Năm 1692 (Số La Mã:MDCXCII) là một năm nhuận bắt đầu từ ngày thứ Ba (liên kết sẽ hiển thị đầy đủ lịch) trong lịch Gregory (hoặc một năm nhuận bắt đầu từ ngày thứ sáu của lịch Julius chậm hơn 10 ngày).